# El rey del río
El rey del río és una pel·lícula dramàtica espanyola dirigida el 1995 per Manuel Gutiérrez Aragón. Fou seleccionada al 45è Festival Internacional de Cinema de Berlín.

## Argument
César, un jove atrevit i ambiciós que sembla predestinat a ser un gran pescador, és fill d'Elisa, una mare soltera, viatgera i lliure. Com aquesta és incapaç de cuidar-lo, el deixa a cura de la seva germana Carmen, qui el cria al costat del seu fill Fernando. Antón, el marit de Carmen, sent predilecció per César i també Ana, la germana de Fernando. Els nens ignoren que César no és el seu germà però ell, que és ros i més llest, comença a descobrir que no és fill de Carmen i Antón. En aquesta complicada vida familiar, exploten els sentiments ocults coincidint amb la captura per César d'un gegantesc salmó anomenat el Rei del Riu.

## Repartiment
- Alfredo Landa - Antón Costa
- Carmen Maura - Carmen
- Gustavo Salmerón - César
- Ana Álvarez - Ana
- Achero Mañas - Fernando
- Miriam Fernández - Elena
- Sílvia Munt - Elisa
- Héctor Alterio - Juan
- Cesáreo Estébanez - Corcones
- Gerardo Vera - Bergasa
- Francis Lorenzo - Marco

## Premis
Cercle d'Escriptors Cinematogràfics
| Any  | Categoria     | Persona    | Resultat  |
| ---- | ------------- | ---------- | --------- |
| 1995 | Millor música | Milladoiro | Guanyador |